# Левков Юрась
Юрась Левков (біл. Юрась Ляўкоў) — білоруський рок-музикант.
В свій час брав участь у гуртах Мроя, Новае неба, зараз входить до складу гурту N.R.M.